# Massacre de la Schwentine
 (août 2025).
 (août 2025).
 (août 2025).
- Si vous ne connaissez pas le sujet, laissez ce bandeau (vous pouvez alors contacter les auteurs).
- Si vous supprimez le contenu mis en cause (vous pouvez préalablement contacter les auteurs),

argumentez précisément cette suppression dans la page de discussion
(un manque de référence n'est pas un argument ; une recherche réelle de référence doit avoir été effectuée, être formellement documentée).
Le Massacre de la Schwentine est un évènement décisif dans la guerre opposant les Abodrites et les Francs aux Saxons, en 798. Dans la Bataille de Bornhöved (allemand : Schlacht auf dem Sventanafeld) ou, possiblement, *Vir·Gento·Vedo, sur le champ de Sventanafeld (Sventanapolje ou Schwentine field) près du village de Bornhöved près de Neumünster en 798, les Abodrites menés par Thrasco alliés avec les Francs battent les Nordalbingien Saxons lors du Massacre de la Schwentine.

## Contexte
La situation avant la bataille résulte des migrations qui s'effectuent pendant les VIe et VIIe siècles vers le territoire de Holstein. Dans ce processus, les Danois s'installent dans la partie nord, les Abodrites slaves dans la partie orientale (Wagrie) et les Saxons du sud migrent dans l'ouest de Holstein. La bataille s'inscrit dans l'effort de l'empereur franc, Charlemagne, de conquérir et de convertir Saxe ancienne.

## Bataille
Les forces alliées des Abodrites menées par Thrasco et des Francs menées par le légat Eburisus battent les Nordalbingien Saxons (le « peuple du Nord ») – autrement dit, les Saxons. Selon la chronique, les Saxons perdent 4 000 guerriers et sont contraints de fuir le champ de bataille. Les Annales de Lorsch contemporains donnent le chiffre inférieur de 2 901 Saxons tués.

## Résultats
La victoire de Charlemagne lors de la bataille brise définitivement la résistance des Nordalbingien Saxons à la christianisation. Charlemagne décide de massacrer les Nordalbingien Saxons ou de les déporter : leurs territoires en Holstein deviennent faiblement peuplés et sont remis aux Abodrites. La limite d'influence entre Danemark et l'Empire des Francs s'établit avec succès sur l'Eider en 811. Cette frontière reste en place presque sans interruption pendant le prochain millénaire. En 810, le Limes Saxoniae – la ligne fortifiée destinée à protéger les territoires franco‑saxons des attaques supplémentaires des Abodrites venant de Ostholstein – est mentionné pour la première fois.